# ジーズ・タイムス
『ジーズ・タイムス』（These Times）は、アメリカ合衆国のジャズ・ギタリスト、マイク・スターンが2003年に発表したスタジオ・アルバム。

## 背景
1986年より所属していたアトランティック・レコードを離れ、ドイツのレーベル「ESCレコード」へ移籍してリリースされた。本作の参加メンバーのうちエリザベス・コントマノウ、リチャード・ボナ、アート・トゥンクボヤチアンは、前作『ヴォイセズ』（2001年）でボーカリストとしてフィーチャーされていたが、トゥンクボヤチアンは本作ではパーカッションに専念している。「リメンバー」は、スターンと長年共演してきたボブ・バーグを追悼した曲である。

## 反響・評価
母国アメリカの『ビルボード』では、2004年3月27日付のジャズ・アルバム・チャートで28位に達した。Stuart Nicholsonは『ジャズタイムズ (JazzTimes)』誌のレビューにおいて「ここではワールド・ミュージックのリズムが強調されている」と評している。

## 収録曲
特記なき楽曲はマイク・スターン作。
1. チャッター - "Chatter" - 6:11
2. シルヴァー・ライニング - "Silver Lining" - 6:36
3. アイ・ノウ・ユー - "I Know You" - 5:07
4. ミラージュ - "Mirage" - 6:47
5. イフ・オンリー - "If Only" (Lyrics by Richard Bona/Music by Mike Stern) - 5:31
6. ストリート・ライム - "Street Rhyme" - 6:39
7. アヴェニューB - "Avenue B" - 6:14
8. リメンバー - "Remember" - 6:04
9. ジーズ・タイムス - "These Times" - 8:14
10. ホワット・ユー・ビリーヴ - "What You Believe" - 6:47
11. ラスト・ワン・ダウン - "Last One Down" - 5:32

## 参加ミュージシャン
- マイク・スターン - ギター
- ジム・ビアード - ピアノ、オルガン、シンセサイザー
- ケニー・ギャレット - ソプラノ・サクソフォーン (on #1)、アルト・サクソフォーン (on #7, #9)
- ボブ・フランセスチーニ - テナー・サクソフォーン (on #4, #8, #11)
- ボブ・マラック - テナー・サクソフォーン (on #6)
- ジョン・ヘリントン - リズムギター (on #10)
- ウィル・リー - ベース (on #1, #4, #6, #7, #9)
- リチャード・ボナ - ベース (on #2, #3, #5, #10)、ボーカル (on #2, #3, #5, #10)、パーカッション (on #2, #10)
- ヴィクター・ウッテン - ベース (on #8, #11)
- ヴィニー・カリウタ - ドラムス (#8を除く全曲)
- デニス・チェンバース - ドラムス (on #8)
- アート・トゥンクボヤチアン - パーカッション (on #1, #3, #4, #5, #6, #9)
- ドン・アライアス - パーカッション (on #8, #10)
- ベラ・フレック - バンジョー (on #3)
- エリザベス・コントマノウ（英語版） - ボーカル (on #1, #2, #4, #6)